# Samooidea
Samooidea es una gran superfamilia en el grupo Grassatores del orden Opiliones. Incluye unas 380 especies distribuidas por los trópicos. Se caracterizan por la complejidad de los genitales del macho, con escleritos complementarios reversibles.
Samooidea se encuentra muy relacionada con Zalmoxoidea, si bien aun no se tiene completo conocimiento de la relación exacta entre ellas.

## Familias que incluye
- Biantidae Thorell, 1889
- Samoidae Sørensen, 1886
- Stygnommatidae Roewer, 1923

--
- Escadabiidae Kury & Pérez, 2003 => Zalmoxoidea
- Kimulidae Pérez, Kury & Alonso-Zarazaga, 2007 => Zalmoxoidea
- Podoctidae Roewer, 1912 => Epedanoidea